# Mischabelhütte
Die Mischabelhütte (auch Mehrzahl Mischabelhütten) ist eine Schutzhütte des Akademischen Alpen-Clubs Zürich (AACZ) und liegt im Wallis in der Mischabelgruppe oberhalb von Saas Fee. Es handelt sich dabei um eine neue und eine alte Hütte mit 70 beziehungsweise 60 Schlafplätzen. Die Hütte ist energieautark - mit Solarenergie und ausgeklügelter Wasserversorgung.
Die Hütte liegt in der Verlängerung des Nordostgrats der Lenzspitze, der auch Schwarzhorngrat genannt wird, nach einer wenig markanten Graterhebung ungefähr 300 Meter über der Hütte. Die meist begangene Tour von der Hütte aus ist die Besteigung des Nadelhorns.
Die erste Hütte wurde 1903 errichtet. Im Jahr 1974 wurde mit dem Bau einer zweiten Hütte wenig oberhalb der bisherigen begonnen, die 1976 eingeweiht wurde.
Abwechslungsreicher Hüttenzustieg, anspruchsvolle Stellen sind mit Leitern und Ketten entschärft. Trittsicherheit und Schwindelfreiheit sind für diesen Hüttenzustieg (Schwierigkeit T4) unerlässlich.

## Geschichte

### Erste Hütte
Am 23. Februar 1899 beschloss der AACZ den Bau einer eigenen hochalpinen Hütte. Bis 1901 wurden die in Betracht gezogenen Bauplätze erkundet, darunter auch der Südgrat der Dent Blanche. Am 23. Oktober 1901 fiel die Entscheidung zugunsten des heutigen Hüttenstandorts am Ostgrat der Lenzspitze, damals Südlenz genannt. Angeregt und unterstützt wurde dieser Standort von Aloys Supersaxo, einem Bergführer aus Saas Fee. Die Pläne wurden von Alphonse de Kalbermatten aus Sitten erstellt. Das AACZ-Mitglied Victor de Beauclair setzte sich besonders intensiv für den Hüttenbau ein und verweilte sechs Mal aus diesem Grund in Saas Fee.

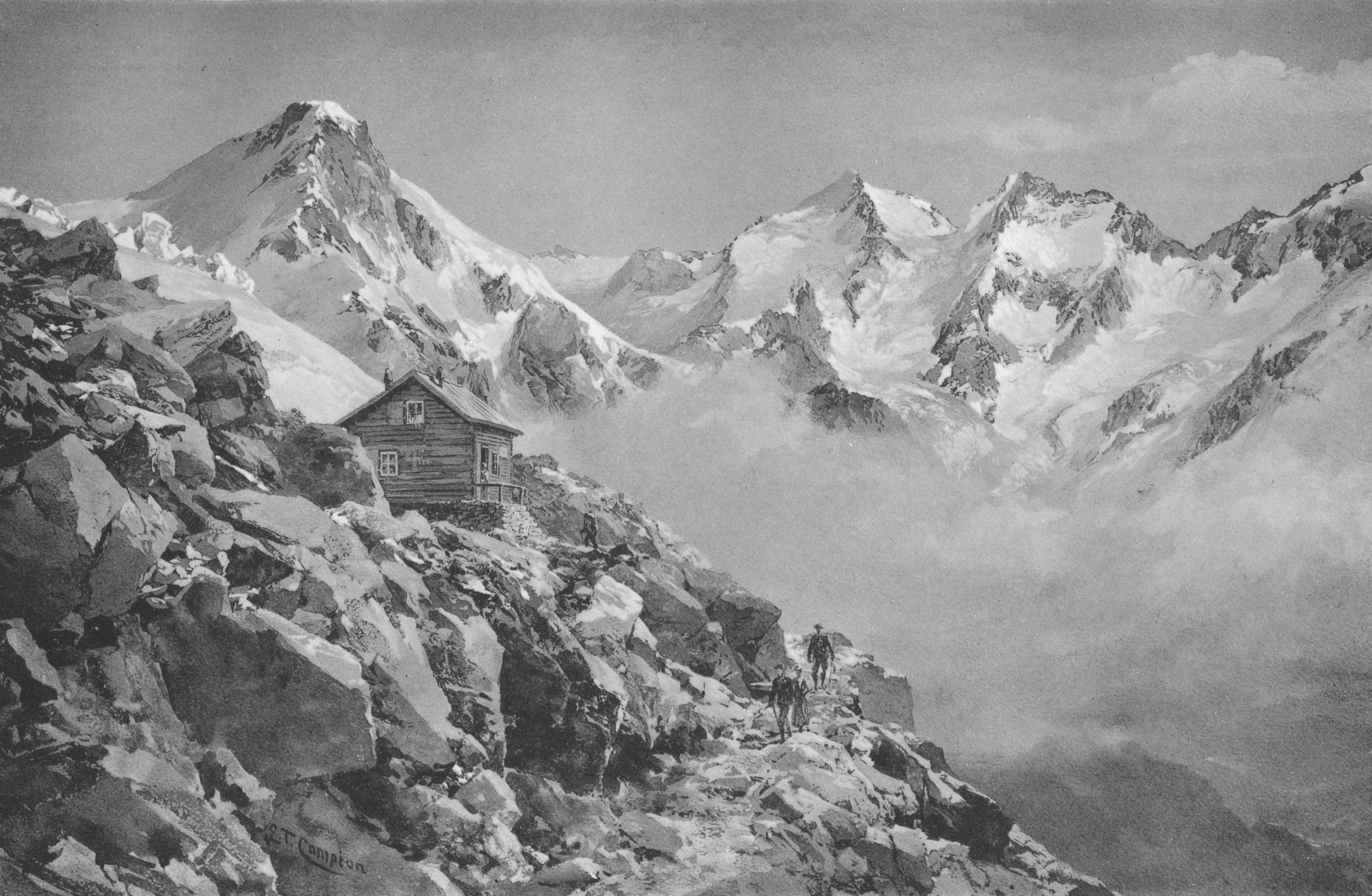
Hütte von Nordosten, von links Ulrichs-, Fletsch- und Lagginhorn, Gemälde von Edward Theodore Compton, 1904

Ab Mai 1902 wurde das Baumaterial von Saas Fee mit Maultieren zum Hüttenbauplatz transportiert. Geplant war, die Hütte bis August desselben Jahres fertigzustellen. Aufgrund des Wetters verzögerte sich der Bau und die Einweihungsfeier wurde aufs folgende Jahr verschoben. Als Ersatz der verschobenen Einweihung wurde noch 1902 in Saas Fee mit den ortsansässigen Bergführern gefeiert, die sich bei der Einrichtung des Hüttenzustiegs verdient gemacht hatten. Die Baukosten der Hütte beliefen sich auf 10.468,66 Schweizer Franken.
Am 8. und 9. August 1903 wurde die Mischabelhütte offiziell eingeweiht. Neben den Mitgliedern des AACZ waren auch Bergführer und andere bedeutende Bürger aus Saas Fee vertreten, weiterhin auch zahlreiche Gäste aus dem In- und Ausland. Noch 1903 wurden 357 Hüttengäste gezählt, im folgenden Jahr waren es 448, darunter 54 Touristen aus Deutschland und Österreich. In den folgenden Jahren war die Zahl der Hüttenbesucher zunächst rückläufig, zum einen wegen des Ersten Weltkriegs, zum anderen wegen des Baus der leichter erreichbaren Britanniahütte.
Die ruhigeren Zeiten während des Zweiten Weltkriegs wurden zur Renovierung und Erweiterung der Hütte genutzt. Die Verlängerung des Hüttenbaus ermöglichte 18 zusätzliche Schlafplätze, damit stieg deren Zahl auf 60. Zudem gab es nun einen vergrösserten Aufenthaltsraum, eine abgetrennte Küche und ein separates Zimmer für den Hüttenwart. Im Frühsommer 1943 wurde mit den Arbeiten begonnen, im Juli 1944 wurde die erweiterte Hütte eingeweiht.

### Nach dem Zweiten Weltkrieg
Nach 45 Jahren trat 1962 trat Philipp Kalbermatten als Hüttenwart zurück. Er war 1917 für seinen erkrankten Vater, dem ersten Hüttenwart der Mischabelhütte, eingesprungen. Nachfolger wurde Pius Lomatter, der die folgenden 35 Jahre als Hütenwart fungierte und dessen Söhne Peter und Renatus bis 2010 auf der Hütte diese Tätigkeit ausübten.
Zu Beginn der 1970er Jahre war das Platzangebot der Mischabelhütte für die gestiegene Zahl der Besucher nicht mehr ausreichend, 1973 hatten einmal 110 Personen genächtigt, was fast dem doppelten der eigentlichen Kapazität entsprach. Der zunächst vorgelegte Plan, das Projekt „lange Wurst“, sah eine erneute Verlängerung der Hütte in Nord-Süd-Achse vor. Allerdings hätte diese Variante den gestiegenen Besucherzahlen kaum genügt, da nur 13 zusätzliche Schlafplätze geschaffen wurden. Nach mehreren respektablen, zweckgebundenen Geldspenden erfolgte ein Umdenken und statt der bisher geplanten Verlängerung der alten Hütte wurde ein Neubau einer zusätzlichen Hütte oberhalb der bisherigen in Angriff genommen. Im Herbst 1974 wurde gesprengt und der Bauplatz planiert, bereits im September 1975 stand die neue Hütte und der Innenausbau war abgeschlossen, im Juli 1976 wurde die neue Hütte eingeweiht. Diese bietet nun 70 zusätzliche Schlafplätze und eine Wohnung für den Hüttenwart.
Mehrfach war es schon zu Unstimmigkeiten über die Finanzierung des Unterhalts des Hüttenweges zwischen der Gemeinde Saas Fee und dem AACZ gekommen. Im Jahr 1998 wurde mit der Planung eines neuen Hüttenwegs über den Schwarzhorngrat begonnen, dem heutigen Zustieg. Bisher erfolgte der Zustieg am Fusse dieses Grates bis zum Beginn des Fallgletschers, dieser Weg war aber wegen der zunehmenden Steinschlaggefahr nicht mehr zu verantworten. Im Juni 1999 wurde mit dem Bau des neuen, klettersteigähnlichen Weges begonnen. Nach Felsreinigung und kleineren Sprengungen am Grat wurden innerhalb von elf Tagen 610 Meter Drahtseile, 270 Stück Eisenbügel und eine sieben Meter lange Leiter angebracht. Im September 1999 wurde der neue Hüttenweg durch den Pfarrer von Saas Fee eingeweiht.
Im Jahr 2010 wurde die Hütte renoviert, dies betraf die WC-Anlagen, die Wasserversorgung sowie die Energiegewinnung mittels Sonnenkollektoren. Die Hütte wurde von 2011 bis 2024 von Maria Anthamatten und Thomas Schnabl aus Saas-Almagell betreut.
Im Jahr 2025 übernahmen Jonas und Corina Zurbriggen die Funktion des Hüttenwarts.